# Roy Rosenzweig
Roy Alan Rosenzweig (6 de agosto de 1950 - 11 de octubre de 2007) fue un historiador estadounidense de la Universidad de George Mason en Virginia. Roy Rosenzweig recibió su doctorado en Historia por la Universidad de Harvard en 1978. Fue fundador y director del Center for History and New Media desde 1994 hasta su muerte en 2007.

## Trayectoria

### Obra
Rosenzweig fue coautor, con Elizabeth Blackmar, de The Park and the People: A History of Central Park, por el que recibieron muchos reconocimientos, entre ellos el  Historic Preservation Book Award y Urban History Association Prize for Best Book, ambos en 1993. También escribió en coautoría  con David Thelen La presencia del pasado: usos populares de la historia en la vida americana, el cual ganó premios del Centro de Preservación Histórica y la Asociación Americana de la Historia Estatal y Local. Fue coautor, con Steve Brier y Joshua Brown, del proyecto de historia social americano en CD-ROM, ¿Quién Construyó América?, por el que obtuvieron el Premio James Harvey Robinson de la Asociación Americana de Historia por su "excepcional contribución a la enseñanza y aprendizaje de la Historia".
Rosenzweig escribió sobre diversos temas, entre los que se encuentran:
- Eight Hours for What We Will: Workers and Leisure in an Industrial City, 1870–1920
- Volúmenes editados de historia de los museos en History Museums in the United States: A Critical Assessment.
- Historia pública: Presenting the Past: Essays on History and the Public
- Enseñanza de la historia: Experiments in History Teaching
- Historia oral:Government and the Arts in 1930s America)
- Historia reciente: A Companion to Post-1945 America.
- Historia digital (en colaboración con Daniel Cohen): Digital History: A Guide to Gathering, Preserving, and Presenting the Past on the Web.

Fue presidente de investigación de la AHA.

### Center for History and New Media
Como fundador y director del Center for History and New Media, se involucró en diversos proyectos de historia digital, incluyendo sitios web de historia de Estados Unidos, pensamiento histórico, la revolución francesa, historia de la ciencia y tecnología, historia universal y los ataques del 11 de septiembre del 2001. Su trabajo en proyectos digitales fue reconocido en 2003 con el Premio Richard W. Lyman (del Centro Nacional de Humanidades y la Fundación Rockefeller) por su "logro sobresaliente en el uso de la tecnología de la información para promover la investigación y la enseñanza en humanidades"."
En junio del 2006, publicó un artículo sobre la Wikipedia en inglés en el Journal of American History: "Can History be Open Source?". El artículo discutía sobre las ventajas y desventajas de utilizar Wikipedia como una fuente histórica y fiable, e intentó responder preguntas sobre la historia de Wikipedia y su impacto en la escritura histórica.